# Сера (Салерно)
Сера је насеље у Италији у округу Салерно, региону Кампанија.
Према процени из 2011. у насељу је живело 410 становника. Насеље се налази на надморској висини од 269 м.